# Weißenhof (Weißenburg)
Weißenhof ist ein Gemeindeteil der Großen Kreisstadt Weißenburg in Bayern im Landkreis Weißenburg-Gunzenhausen (Mittelfranken, Bayern). Weißenhof liegt in der Gemarkung Weimersheim.

## Lage
Der Weiler liegt etwa 2 km westlich von Weißenburg an der Kreisstraße WUG 1. Er ist räumlich mit dem größeren Hattenhof verbaut.

## Geschichte
Ursprünglich nur aus einem Gehöft bestehend, vergrößerte er sich mit dem Siedlungsbau ab der zweiten Hälfte des 20. Jahrhunderts.
Historisch hatte der Hof auch den Namen Dürnhof. Im Jahre 1846 waren in Weißenhof ein Haus, eine Familie und vier Seelen verzeichnet. 1871 lebten die neun Einwohner Weißenhofs in drei Gebäuden; sie besaßen insgesamt 21 Stück Rindvieh. Vor der Gemeindegebietsreform in Bayern in den 1970er Jahren war Weißenhof ein Gemeindeteil von Weimersheim. Aus der Volkszählung von 1987 liegen keine Daten für den Ort vor, da sie gemeinsam mit Hattenhof erhoben wurden. Die aktuellsten Werte stammen aus der Volkszählung von 1970, damals gab es 21 Einwohner.